# Po-Chih Leong
Leong Po-Chih (nascut el 31 de desembre de 1939) és un director de cinema britànic-xinès. Ha treballat a Anglaterra, Hong Kong i els Estats Units.

## Primers anys
El 31 de desembre de 1939, Leong va néixer a Anglaterra de pares de Taishan (Guangdong). El seu pare era un mariner que va obrir un restaurant xinès al West End] de Londres. Leong té dos germans; el seu germà petit és l'escultor Po Shun Leong, i el seu nebot és el fotògraf Sze Tsung Leong.
Leong va assistir a la Leighton Park School. Es va graduar amb un Bachelor of Arts en Filosofia a la University of Exeter i va estudiar a la London Film School.

## Carrera
Leong va començar la seva carrera com a editor de cinema en pràctiques a la BBC. Leong va treballar en diverses produccions, inclosa la sèrie de llarga durada Panorama. El 1967, Leong es va unir a TVB i va establir la seva unitat de cinema a Hong Kong britànic. Com a productor executiu també va dirigir una sèrie de programes d'entreteniment, inclòs The Star Show. Va deixar TVB el 1969 per formar Adpower, una de les primeres empreses de producció comercial a Hong Kong.
El 1976, Leong va codirigir la seva primera pel·lícula de Hong Kong Jumping Ash, una pel·lícula d'acció ambientada en un inframón de drogues, on també va aparèixer en aquesta pel·lícula com l'home del tigre. Va ser una de les dues pel·lícules més taquilleras de la temporada. Al 23è Festival de Cinema de Hong Kong, es va descriure com "l'avanç guàrdia de la Nova Onada (Hong Kong)". Va dirigir una sèrie de gèneres, des de drama fins a pel·lícules d'acció i comèdies, terror i sàtira, tant en anglès com en xinès. Banana Cop (1984) era la història d'un policia britànic-xinès que torna a Hong Kong per buscar ajuda amb un cas. Va ser la gènesi de la seva primera pel·lícula britànica Ping Pong (1986), feta per al Channel 4 del Regne Unit, fou el primer llargmetratge anglès ambientat al Chinatown de Soho].
Després de Banana Cop, Leong va recórrer a la història per inspirar-se i va fer la pel·lícula premiada Hong Kong 1941 (1984), protagonitzada per Chow Yun Fat, ambientat a Hong Kong durant els primers dies de la invasió japonesa. Hong Kong 1941 va ser un comentari oblic sobre l'acord de 1984 entre Gran Bretanya i Xina sobre el futur de Hong Kong. Leong i la seva filla cineasta, Sze Wing Leong, va dirigir i va filmar l'efecte d'aquest acord fins i més enllà del lliurament a Riding the Tiger (1997-1998), una sèrie documental internacional d vuit parts per al Channel 4 del Regne Unit.
Més enllà del seu interès per la història, Leong va fer una pel·lícula en anglès de Hong Kong, Shanghai 1920 (HK, 1990), ambientada a Xangai i protagonitzat per John Lone, sobre l'ascens del llegendari gàngster de Xangai, Big-Eared Du.
El seu segon llargmetratge britànic, va ser la pel·lícula guardonada de 1998, The Wisdom of Crocodiles, protagonitzada per Jude Law, Timothy Spall i Kerry Fox, amb referències notables a l'obra d'Akira Kurosawa, especialment Rashōmon, i a Le Samouraï de Jean-Pierre Melville. En els últims anys, Leong ha fet pel·lícules d'acció protagonitzades per Steven Seagal, Wesley Snipes, Judd Nelson, Joe Mantegna, i la guanyadora d’un oscar Marcia Gay Harden. Ha dirigit pel·lícules per a la cadena de televisió nord-americana AMC. El 2012, es va reunir amb el productor de Hong Kong Raymond Wong Bak Ming per dirigir la pel·lícula en 3D Baby Blues.

## Vida personal
Leong està casat amb Mary Leong. El seu fill James Leong també és cineasta.

## Filmografia

### Pel·lícules
| ANY  | Títol                                            | Paper                                                  | Notes |
| ---- | ------------------------------------------------ | ------------------------------------------------------ | --- |
| 1976 | Jumping Ash (跳灰)                               | Tiger's man, també co-director                         | [ 4 ] |
| 1977 | Foxbat (狐蝠)                                    | Director, guionista                                    | |
| 1979 | Itchy Fingers 神偷妙探手多多                     | Director, guionista                                    | |
| 1980 | Dangerous Encounter - 1st Kind                   | Interpol officer                                       | |
| 1980 | No Big Deal 有你冇你                             | Director                                               | |
| 1981 | Super Fool 龍咁威}}                              | Director, guionista                                    | |
| 1982 | He Lives by Night (夜驚魂)                       | Director                                               | |
| 1984 | Hong Kong 1941(等待黎明)                         | Director, actor                                        | Nominat – Premis del Cinema de Hong Kong Millor director |
| 1984 | Banana Cop (英倫琵琶)                            | Director                                               | |
| 1985 | The Island (生死線)                              | Director                                               | |
| 1986 | Welcome (補鑊英雄)                               | Director, guionista                                    | |
| 1986 | Ping Pong (乒乓)                                 | Director                                               | [ 38 ] |
| 1988 | Keep on Dancing (繼續跳舞)                       | Director                                               | [ 39 ] [ 40 ] |
| 1988 | Fatal Love (殺之戀)                              | Director, actor                                        | |
| 1991 | Shanghai 1920 (上海1920)                         | Director                                               | Nominada - Festival Internacional de Cinema de Chicago Millor llargmetratge |
| 1997 | Riding the Tiger: The Hong Kong Handover Years 1 | Director, productor, escriptor, director de fotografia | |
| 1998 | Riding the Tiger: The Hong Kong Handover Years 2 | Director, escriptor, director de fotografia            | |
| 1998 | The Wisdom of Crocodiles                         | Director                                               | Festival Internacional de Cinema Fantastic de Brussel·les Gran Premi de Cinema Fantastic Europeu de Plata Gérardmer Film Festival Special Jury Prize Valenciennes International Festival of Action and Adventure Films Audience Award Nominated – Sitges - Catalan International Film Festival Grand Prize of European Fantasy Film in Gold |
| 2000 | Cabin by the Lake                                | Director                                               | |
| 2000 | The Darkling                                     | Director                                               | |
| 2001 | Return to Cabin by the Lake                      | Director                                               | [ 45 ] |
| 2001 | Walking Shadow                                   | Director                                               | [ 46 ] [ 34 ] |
| 2004 | Out of Reach                                     | Director                                               | |
| 2006 | The Detonator                                    | Director                                               | |
| 2013 | Baby Blues                                       | Director                                               | |
| 2014 | Bounty Hunter (賞金獵人)                         | Director                                               | [ 47 ] |
| 2017 | The Jade Pendant                                 | Director                                               | [ 48 ] |

### Televisió
| Any  | Títol         | Paper    | Notes                       |
| ---- | ------------- | -------- | --------------------------- |
| 2001 | Wolf Lake     | Director | Episodi Excitable Boy       |
| 2001 | Night Visions | Director | Episodi: If a Tree Falls... |

## Premis
Les seves pel·lícules han guanyat múltiples premis i s'han projectat als festivals de cinema de Venècia, Londres, Toronto, Locarno, Hong Kong i Edimburg, entre d'altres.